# Pierre au Jô
Pour les articles homonymes, voir Pierre-au-Coq.
Le menhir la Pierre au Jô (aussi appelé Pierre-au-Coq) est un menhir situé à Pont-à-Mousson, l'un des rares de la région Lorraine.

## Situation
Le menhir se trouve dans un coin de forêt au nord-ouest de Pont-à-Mousson, près de Metz dans le département de Meurthe-et-Moselle en Lorraine, en France. À la limite de la commune de Norroy-lès-Pont-à-Mousson. 

## Historique
Le menhir est mentionné dans des anciens terriers de Norroy. Il est classé au titre des monuments historiques par journal officiel du 18 avril 1914,. 

## Description
Le menhir est constitué d'un bloc quadrangulaire en calcaire au sommet légèrement arrondi d'origine locale, provenant probablement d'un banc affleurant situé à 800 mètres de distance. Il mesure 2,50 m de haut, pour une épaisseur maximale de 0,60 m. Les côtés sont sensiblement alignés avec les points cardinaux.